# Elezioni generali in Spagna del 1982
Le elezioni generali in Spagna del 1982 si tennero il 28 ottobre per il rinnovo delle Corti Generali (Congresso dei Deputati e Senato). Esse videro la vittoria del Partito Socialista Operaio Spagnolo di Felipe González, che divenne Presidente del Governo.

## Risultati

### Congresso dei Deputati
| Liste                                                 | Voti       | %     | Seggi |
| ----------------------------------------------------- | ---------- | ----- | ----- |
| Partito Socialista Operaio Spagnolo                   | 10 127 392 | 48,11 | 202   |
| Alleanza Popolare - Partito Democratico Popolare      | 5 548 107  | 26,36 | 107   |
| Unione di Centro Democratico                          | 1 425 093  | 6,77  | 11    |
| Partito Comunista di Spagna                           | 846 515    | 4,02  | 4     |
| Convergenza e Unione                                  | 772 726    | 3,67  | 12    |
| Centro Democratico e Sociale                          | 604 309    | 2,87  | 2     |
| Partito Nazionalista Basco                            | 395 656    | 1,88  | 8     |
| Herri Batasuna                                        | 210 601    | 1,00  | 2     |
| Sinistra Repubblicana di Catalogna                    | 138 118    | 0,66  | 1     |
| Forza Nuova                                           | 108 746    | 0,52  | –     |
| Partito Socialista dei Lavoratori                     | 103 133    | 0,49  | –     |
| Euskadiko Ezkerra                                     | 100 326    | 0,48  | 1     |
| Partito Socialista di Andalusia - Partito Andalusista | 84 474     | 0,40  | –     |
| Partito dei Comunisti di Catalogna                    | 47 249     | 0,22  | –     |
| Blocco Nazional-Popolare Galiziano                    | 38 437     | 0,18  | –     |
| Unión del Pueblo Canario                              | 35 013     | 0,17  | –     |
| Nazionalisti di Sinistra                              | 30 643     | 0,15  | –     |
| Solidarietà Spagnola                                  | 28 451     | 0,14  | –     |
| Estremadura Unita                                     | 26 148     | 0,12  | –     |
| Partito Comunista Operaio Spagnolo                    | 25 830     | 0,12  | –     |
| Convergenza Canaria                                   | 25 792     | 0,12  | –     |
| Unificazione Comunista di Spagna                      | 24 044     | 0,11  | –     |
| Partito Comunista di Spagna (Marxista-Leninista)      | 23 186     | 0,11  | –     |
| Sinistra Galiziana                                    | 22 192     | 0,11  | –     |
| Altri <0,10%                                          | 159 419    | 0,76  | –     |
| Voti in bianco                                        | 98 438     | 0,47  | –     |
| Totale                                                | 21 050 038 | 100   | 350   |

### Senato
| Liste                               | Seggi |
| ----------------------------------- | ----- |
| Partito Socialista Operaio Spagnolo | 134   |
| Alleanza Popolare                   | 54    |
| Catalogna al Senato (CiU-ERC)       | 7     |
| Partito Nazionalista Basco          | 7     |
| Unione di Centro Democratico        | 4     |
| Indipendenti                        | 1     |
| Asamblea Majorera                   | 1     |
| Totale                              | 208   |